# 津田麻莉奈
津田麻莉奈（つだ まりな、1987年6月6日—）是日本的歌手、藝人、女子團體SDN48的前成員。奈良縣奈良市出身。AKS所屬。

## 人物・来歴
- 關西学院大学綜合政策学部畢業。
- SDN48的第3張單曲MIN・MIN・MIN首次進入標題曲的選抜。

## 参加曲

### 單曲CD選抜曲
SDN48「Under Girls B」名義
- 佐渡向過去
- 淡路島的洋蔥

SDN48名義
- MIN・MIN・MIN

### 劇場公演小組曲
SDN48 1st Stage 2期生「誘惑的吊襪帶」公演
1. Black boy
2. 悍馬女士

## 出演

### 電視
- 恋のから騒ぎ（2008年度、日本電視台）
- ビーバップハイヒール（朝日放送）
- 角ぱぁ（朝日放送）
- 小藪未来プロジェクト（朝日放送）
- 炎上base（關西電視台）
- メッセ弾（大阪電視台）
- すっぽんの女たち（2010年8月4日・11日、朝日電視台）

### 雜誌
- KANSAI1週間
- JELLY
- 小惡魔ageha
- Calens
- TiaraGirl
- 姫style
- MOBS PROOF

### 演唱會
- AKB48 満席祭り希望 賛否両論第3公演（2010年3月25日、橫濱體育館）
- AKB48 コンサート「サプライズはありません」第3公演（2010年7月11日、代代木第一体育館）

## 外部連結
- SDN48公式介紹
- 津田麻莉奈官方部落格「アナタ色に…染まりなるっ?」Powered by Ameba （页面存档备份，存于）
- 津田麻莉奈 公式部落格 （页面存档备份，存于） - GREE
- Calens的介紹